# Neobisium bolivari
Espèce
Synonymes
- Obisium bolivari Nonidez, 1917

Neobisium bolivari est une espèce de pseudoscorpions de la famille des Neobisiidae.

## Distribution
Cette espèce est endémique de Castille-et-León en Espagne. Elle se rencontre dans la province de Burgos dans la Sierra Salvada dans la grotte Cueva de Albia et dans la Sierra de la Magdalena dans la grotte Cueva de Castromuriel.

## Description
L'holotype mesure 3,88 mm.

## Systématique et taxinomie
Cette espèce a été décrite sous le protonyme Obisium bolivari par Nonidez en 1917. Elle est placée dans le genre Neobisium par Beier en 1932.

## Étymologie
Cette espèce est nommée en l'honneur d'Ignacio Bolívar y Urrutia.

## Publication originale
- Nonídez, 1917 : Pseudoscorpiones de España. Trabajos del Museo Nacional de Ciencas Naturales, Madrid, vol. 32, p. 1-46 (texte intégral).